# Kościół św. Piotra w Luckenwalde
Kościół św. Piotra (niem. St. Petrikirche) – protestancka świątynia znajdująca się w niemieckim mieście Luckenwalde. Filia parafii ewangelickiej w Luckenwalde.

## Historia
Kamień węgielny wmurowano 14 września 1890 roku, a gotowy budynek konsekrowano 3 maja 1892. Kościół wzniesiono na potrzeby mieszkańców zachodnich dzielnic Luckenwalde, które rozrosły się wskutek rozwoju przemysłu oraz dostępu do kolei. W 1992 roku do świątyni dobudowano nowy budynek kulturalny.

## Architektura
Budowla neogotycka, wzniesiona z czerwonej cegły, z 350 miejscami. Na dachu świątyni znajduje się wysoka sygnaturka. Do kościoła od zachodu dobudowana jest świetlica, mogąca pomieścić do 50 osób. W budynku tym znajduje się również salka parafialna, w której może się zmieścić 15 osób. 